# Tomasz Mikocki
Tomasz Zenon Mikocki (ur. 25 lutego 1954 w Kozienicach, zm. 26 maja 2007 w Warszawie) – polski archeolog, prof. dr hab. nauk humanistycznych, patron Muzeum Regionalnego w Kozienicach.

## Życiorys
Odbył studia w Instytucie Archeologii na Uniwersytecie Warszawskim, w 1981 uzyskał doktorat za pracę Najstarsze kolekcje starożytności w Polsce (lata 1750–1830), a w 1987 habilitował się na podstawie oceny dorobku naukowego i pracy zatytułowanej Sub specie deae. Rzymskie cesarzowe i księżniczki jako boginie.
13 marca 1998 nadano mu tytuł profesora zwyczajnego nauk humanistycznych. Pracował w Instytucie Archeologii na Wydziale Historycznym Uniwersytetu Warszawskiego; czterokrotnie wybrany był na Dyrektora Instytutu, po raz pierwszy w 1991. Był członkiem Komitetu Nauk o Kulturze Antycznej I Wydziału – Nauk Społecznych Polskiej Akademii Nauk.
W 2001 pod jego kierunkiem rozpoczęto badania archeologicznego na terenie starożytnego hellenistycznego miasta Ptolemais (obecnie Tolmata w Libii), gdzie na terenie zniszczonych willi miejscowej elity odkryto dobrze zachowane mozaiki.
Żonaty z Moniką Muszyńską. Zmarł w wyniku choroby. Pochowany w Kozienicach.

## Nagrody i upamiętnienie
- Nagroda rektora Uniwersytetu Warszawskiego (wielokrotnie)[2]
- 1988: Nagroda Berlińsko-Brandenburska Akademii Nauk[2]
- patron Muzeum Regionalnego w Kozienicach[5]